# 聖園テレジア
聖園 テレジア（みその てれじあ、1890年12月3日 - 1965年9月14日）は、ドイツヴェストファーレン州出身のカトリック教会修道女、女性教育者。日本各地に保育所、養護施設、医療施設を開設。

## 略歴
- 1890年 - ヴェストファーレン州グロースレーケンに生まれる。旧名はテレジア=イラーハウス（イレルフウス） (Theresia Illerhaus)[2][3]。
- 1913年（大正02年） - 聖霊奉侍布教修道女会所属の修道女として、キリスト教布教のため来日する[4]。
- 1920年（大正09年） - 聖園テレジアは冷害によって貧困家庭の多かった秋田県において、新潟教区長ヨゼフ・ライネルス、札幌教区長キノルドの指導のもと、邦人修道女会の聖心愛子（あいし）会（現・聖心の布教姉妹会[5]）を秋田市に創立[6]。以後、貧困者のための医療施設や救済事業、養老院、子どものための養護施設、託児所、幼稚園などを日本各地に開いていく。
- 1927年（昭和02年） - 秋田県知事より表彰される[7]。日本に帰化し[2]、聖園テレジアと改名した。
- 1938年（昭和13年） - 神奈川県藤沢市に本部を移転[8]。
- 1940年（昭和15年） - 秋田県秋田市に聖園保母学園を設立[5]。同年、社会事業大会で厚生大臣から社会事業功労者として表彰される[9]。
- 1946年（昭和21年） - 聖心の布教姉妹会第3代総長として、神奈川県藤沢市の藤沢海軍航空隊跡地に、聖園女学院高等女学校（現旧制高等女学校・聖園女学院高等女学校）を設立[10]。
- 1948年（昭和23年） - 社会事業功労者として、他の14人と共に昭和天皇に面会[11]。
- 1951年（昭和26年） - 藍綬褒章受章[1]。
- 1952年（昭和27年） - 先に設立した聖園保母学園が聖園高等保母学院と改称される[5]。後に聖園学園短期大学へ再編[5]。
- 1961年（昭和36年） - 朝日社会福祉賞受賞[12]。
- 1963年（昭和38年） - 第12回神奈川文化賞を社会福祉の区分で受賞[13]。
- 1965年（昭和40年） - ドイツ連邦共和国大統領より大功労十字章を叙勲[14]。同年、秋田にて死去。藤沢市の聖心愛子会墓地に葬られる[15]。勲三等瑞宝章を受章[16]。

## 家族
- 父：テオドル・イレルフウス（1936年没）
- 母：アンナ・イレルフウス（1901年没）
  - 兄：テオドル（1962年没）
  - 妹：マリア
エリザベト
アンナ
  - 弟：ハインリヒ（テレジアの墓参のために没後に来日）
  - 異母兄弟：ヘルマン
トーニー
フランツ [3]

## 来日前後
1890年、ドイツのヴェストファーレン州グロースレーケンに生まれる。
1896年、グロースレーケンのカトリック女子国民学校に入学する。1901年、母が重い病気にかかり、5人の小さい子どもを残して死去。その後、父は再婚する。
テレジアは幼少期から、外国に行ってキリスト教の布教、貧しいかわいそうな人々を助けたいと考えていたが、母の教育に影響を受けたものだと、後年振り返っている。
1904年にテレジアは国民学校を卒業する。
卒業後は生家を離れ、レッテ村のフラウ・シューメン家で家庭見習として、数年修行を勤めた。
聖心会（みこころ会）へ入会を志願したが、受け入れられず、傷心の日々を過ごす。
1911年にオランダのシュタイルにある海外布教修道女会である、聖霊会（聖霊奉侍布教修道女会）への入会を許された。
2年の修練期を終え、1913年、テレジア22歳の時に日本へ向かうミッションに加わった。
9月14日に横浜港に到着し、翌日汽車で秋田県に向かった。
秋田県では、聖霊会（聖霊奉侍布教修道女会）が聖霊学院女子職業学校（現・聖霊女子短期大学付属高等学校）を経営しており、テレジアは専ら併設の育児部で孤児の世話を担当していた。楢山幼稚園・同孤児院に関わる）。この経験が、後のテレジアに大きな影響を及ぼす。
天啓を得て、新しい修道会設立を目指すようになる。1919年、終生誓願を立てるべき日の前日に、6年を過ごした秋田県と修道会を去る。ヨゼフ・ライネルス教区長の導きと指示により、札幌のキノルド教区長を訪ねた。札幌の天使病院で3ヶ月を過ごし、1920年ヨゼフ・ライネルス教区長の命でふたたび秋田県に戻る。

## 聖心愛子会設立
ヨゼフ・ライネルス教区長に認められ、1920年5月31日、秋田市堀反で7人の日本人、3人のドイツ人とともに、初の邦人修道女会として、聖心愛子会を設立した 。
このうち2人のドイツ人シスター、シスター・ベンノーザとシスター・ゲオルギーナは、1920年に聖霊会を離れ、創立に参加した。
8月には志願者が増えて手狭になり、秋田市寺町42番地の廃屋同然の家を借り受けて移転。すぐに近所の子どもたちを集めて日曜学校を開始した。
市役所の許可を得て託児所（後の保育園）を開き、家庭巡回介護、寺町聖心園内に聖心養老院を開いた。
生活は苦しく、キリスト教への理解も低く、苦労の多い時代であった。
ヨゼフ・ライネルス教区長の支援により、1924年に秋田市保戸野新町10番地に本部を移す。
養護施設である聖園天使園を創設。
1926年には名古屋市に聖心愛子会の支部を設け、翌年1927年には名古屋市に愛子幼稚園が開園した。
同年にテレジアは秋田県知事より表彰を受ける。
また、7月23日に国籍をドイツから日本に帰化し、聖園テレジアと改名した。
1930年、新宿御苑でおこなわれた、昭和天皇皇后主催の観菊会に社会事業功労者として招待された
その後も、各地に保育所、幼稚園、養護施設、肺結核療養所などを設置していった。テレジアは、各地の支部や施設を折にふれて巡回した。
1938年、聖心愛子会の本部を神奈川県藤沢市に移転した。
1940年には、秋田県秋田市に聖園保母学院（現・聖園学園短期大学）を設立した。
同年、社会事業大会で厚生大臣から社会事業功労者として表彰され、1942年には神奈川県知事から表彰を受けた。
第二次世界大戦の中、1943年に神奈川県藤沢市に聖園戦時保育所、1944年に横浜市に戦時保育所を開設した。空襲により、各地の支所に被害が出て、全焼するところもあった。藤沢市の本部も焼夷弾落下があったが、無事に戦後を迎えた。

## 第二次大戦後
1946年、神奈川県藤沢市に聖園女学園（現：聖園女学院中学校・高等学校）が創設された。
この頃、フランス人神父フロジャックと共に、昭和天皇、香淳皇后と頻繁に面会している。1946年には香淳皇后に皇居で面会、藤沢市の本部への来訪を受ける。翌年の昭和天皇の東北地方訪問の際に秋田支部への来訪を受けた。その後も葉山御用邸で面会をしている。1948年には社会事業功労者として昭和天皇に会食に招かれた。
1947年には全国社会事業大会で、厚生大臣から表彰された。神奈川県の浮浪児等対策委員に委嘱された。秋には体調を崩し、一時危篤となるが、翌年に回復する。1948年には中央児童福祉審議会の委員に委嘱された。
1949年、聖園女学院中学校に高等学校が併設され、本部の聖堂が完成した。翌年には来日以来、初めて帰国する。ローマを巡礼し、ドイツ、フランス、北アメリカを回る。
1951年以降、体調を崩すことが増える。小康状態のときに、全国を回ることを継続していた。同年、藍綬褒章を受章した。
1962年、朝日賞を受賞。病床にあったため、授賞式には会員が代理で出席した。同年、勲四等宝冠章を受ける。
1963年、病身にむち打ち、ドイツ訪問。ケルン支部を視察し、弟ハインリッヒとも面会する。神奈川文化賞を受賞。
1965年、ドイツ連邦共和国のリュプケ大統領から大功労十字章を叙勲。体の具合が良く、叙勲伝達式のステージには上ることができたが、祝賀会には出席することができなかった。
1965年、高血圧に加えて肺炎を併発し、同年9月14日に死去した。9月16日、秋田市保戸野すわ町で葬儀、遺体は藤沢本部聖堂へ移された。9月19日に本部葬、9月26日に聖イグナチオ教会にて社会福祉事業葬、10月5日に聖園女学院にて学院葬が行われた。勲三等瑞宝章を受章。
同年、聖園テレジア遺徳顕彰委員会（聖園女学院内）が発足した。この委員会により、『聖園テレジア追悼録』が1969年に刊行された。

## 叙勲
- ドイツ大功労十字章
- 正五位勲三等瑞宝章